# Sphenoptera cunea
Sphenoptera cunea es una especie de escarabajo del género Sphenoptera, familia Buprestidae. Fue descrita científicamente por Marseul en 1866.

## Distribución
Habita en la región afrotropical.